# Takaye (Dungass)
Takaye (auch: Takay, Takey) ist ein Dorf in der Landgemeinde Dungass in Niger.

## Geographie
Das Dorf liegt rund 21 Kilometer südöstlich des Hauptorts Dungass der gleichnamigen Landgemeinde und des gleichnamigen Departements Dungass, das zur Region Zinder gehört. Zu den Siedlungen in der näheren Umgebung von Takaye zählen Malawa im Osten und Dossano Koufaye I im Südosten.
Takaye ist Teil der Übergangszone zwischen Sahel und Sudan. Die durchschnittliche jährliche Niederschlagsmenge beträgt hier zwischen 400 und 500 mm.

## Geschichte
Das Dorf Takaye wurde Anfang des 19. Jahrhunderts neben Mirriah und Wacha zum Sitz eines Sossébaki-Staats. Die Hausa-Dynastie der Sossébaki führte ihre mehrere Jahrhunderte alte Herrschaft auf einen Prinzen aus Bornu zurück. Im Jahr 1841 starb Dam Barara, der erste Herrscher in Takaye, der gegenüber dem Sultan von Zinder noch eine gewisse Unabhängigkeit bewahren hatte können. Die Nachfolger Dam Bararas waren von 1841 bis 1846 Kamajé, von 1846 bis 1851 Zaneydou und ab 1851 Mayaki. Die beiden Letztgenannten konnten nur noch als Statthalter des Sultans von Zinder agieren. Mayaki gründete das Dorf Dungass, zu dessen Gunsten er Takaye als Herrschaftssitz aufgab.

## Bevölkerung
Bei der Volkszählung 2012 hatte Takaye 1439 Einwohner, die in 231 Haushalten lebten. Bei der Volkszählung 2001 betrug die Einwohnerzahl 662 in 115 Haushalten und bei der Volkszählung 1988 belief sich die Einwohnerzahl auf 423 in 85 Haushalten.
Die Bevölkerungsdichte in diesem Gebiet ist mit über 100 Einwohnern je Quadratkilometer hoch.

## Wirtschaft und Infrastruktur
Das Gebiet der Ebenen im Süden der Region Zinder, in dem Takaye liegt, ist von einer anhaltenden Degradation der ackerbaulichen Flächen gekennzeichnet, die mit der hohen Bevölkerungsdichte in Zusammenhang steht. Im Dorf wird ein Wochenmarkt abgehalten. Der Markttag ist Montag. Mit einem Centre de Santé Intégré (CSI) ist in Takaye ein Gesundheitszentrum vorhanden.